# Saurida suspicio
Saurida suspicio är en fiskart som beskrevs av Breder 1927. Saurida suspicio ingår i släktet Saurida och familjen Synodontidae. Inga underarter finns listade i Catalogue of Life.